# Hemigraphis hirsutissima
Hemigraphis hirsutissima är en akantusväxtart som beskrevs av Merrill. Hemigraphis hirsutissima ingår i släktet Hemigraphis och familjen akantusväxter. Inga underarter finns listade i Catalogue of Life.